# دوره تورمی
در کیهان‌شناسی فیزیکی دوره تورمی (انگلیسی: Inflationary epoch) دوره‌ای در تکامل جهان اولیه بود که برابر نظریهٔ تورم کیهانی، جهان تحت یک انبساط نمایی بسیار سریع قرار گرفت. این انبساط سریع ابعاد خطی جهان اولیه را حداقل الگو:۱۰^ seconds (و احتمالاً یک عامل بسیار بزرگتر) افزایش داد و بنابراین حجم آن را حداقل ۱۰۷۸ افزایش داد. انبساط با ضریب ۱۰۲۶ معادل انبساط است. جسمی به طول ۱ نانومتر (۱۰ مرتبه ۹ متر، تقریباً نصف عرض یک مولکول DNA) تا طول تقریباً ۱۰٫۶ سال نوری (حدود ۶۲ تریلیون مایل). 7.7 billion years old (۵٫۴ بیلیون سال پیش).

## شرح
حالت خلاء پیکربندی میدان‌های کوانتومی است که حداقل محلی (اما نه لزوماً حداقل جهانی) انرژی را نشان می‌دهد.
مدل‌های تورمی پیشنهاد می‌کنند که تقریباً ۱۰ تا ۳۶ ثانیه پس از انفجار بزرگ، وضعیت خلاء جهان با حالتی که در زمان کنونی مشاهده می‌شود متفاوت است: خلاء تورمی چگالی انرژی بسیار بالاتری دارد.
برابر نسبیت عام، هر حالت خلاء با چگالی انرژی غیرصفر نیروی دافعه‌ای تولید می‌کند که منجر به انبساط فضا می‌شود. در مدل‌های تورمی، حالت خلاء پرانرژی اولیه باعث انبساط بسیار سریع می‌شود. این انبساط ویژگی‌های مختلف جهان کنونی را توضیح می‌دهد که بدون چنین دوره تورمی به سختی قابل محاسبه است.
بیشتر مدل‌های تورمی، یک میدان اسکالر به نام میدان تورم را پیشنهاد می‌کنند که دارای ویژگی‌های لازم برای داشتن (حداقل) دو حالت خلاء است.